# 임지형 (배우)
임지형(1990년 6월 1일 ~ )은 대한민국의 배우이다.
KBS 임지웅 아나운서가 그의 친 형으로  알려져 있다.

## 학력
- 연세대학교 건축공학과 학사

## 출연작

### 영화
- 《어서오시게스트하우스》 (2020년) - 희승 역
- 《동명이인 프로젝트 시즌 3》 (2019년)
- 《가장 보통의 연애》 (2019년) - 호프집 청년 1 역
- 《아워 바디》 (2019년) - 동철 역
- 《우리집》 (2019년) - 남세입자 역
- 《뿔을 가진 소년》 (2019년) - 사내 2 역
- 《내안의 그놈》 (2018년) - 동현반학생 5 역
- 《젊은 건축가의 슬픔》 (2018년) - 신입 역
- 《물괴》 (2018년) - ADR 참여 출연자 역
- 《인랑》 (2018년) - 시위대 역
- 《레슬러》 (2018년) - 귀보체육관 남자 회원 역
- 《7년의 밤》 (2018년) - 목소리 출연
- 《철가방》 (2017년) - 선배 1 역
- 《이상한 영화》 (2017년) - 민수 역
- 《동명이인 프로젝트》 (2017년)
- 《1987》 (2017년)
- 《강철비》 (2017년)
- 《청년경찰》 (2017년) - 경찰대동기생 역
- 《군함도》 (2017년)
- 《슈퍼파워》 (2015년) - 영업인 역